# Physocephala lineifrons
Physocephala lineifrons är en tvåvingeart som beskrevs av Camras 1962. Physocephala lineifrons ingår i släktet Physocephala och familjen stekelflugor. Inga underarter finns listade i Catalogue of Life.